# Мала ласица
Мала ласица или риђа ласица (лат. Mustela nivalis), врста је звијери из рода ласица (Mustela), породица куна (Mustelidae).

## Физичке особине
Ласице су витке животиње са дугим репом и кратким ногама, што им омогућава да прате свој плијен — најчешће ситне глодаре — до у сама њихова гнијезда и склоништа. Поред ситних глодара, ласице се хране и зечевима, који могу бити и до 100 пута крупнији од њих. Крзно им је црвенкасто-риђе, свјетлије него код већине животиња њиховог рода; у сјеверним крајевима боја њиховог крзна зими потпуно побијели, што их чини скоро невидљивима на снијегу (зато се у неким крајевима називају сњежним ласицама, а у Норвешкој и Шведској „сњежним мишевима“). Ријетко достижу дужину преко 23 cm.

## Распрострањеност
Ласице насељавају сјеверне крајеве Европе, Азије и Сјеверне Америке, осим Исланда, Ирске и источне Канаде. Најјужнија станишта ласица се налазе у сјеверној Африци. Такође, човјек их је донио са собом и на Нови Зеланд. Сјеверноамеричке ласице су раније сврставане у посебну групу, по називу Mustela rixosa, али по мишљењу данашњих стручњака ово разликовање је неодрживо.
Обично живе у близини сеоских имања, ливадама, на ивицама шума исл. У Европи ласице обично живе у истим областима као и њихови блиски рођаци хермелини, који су нешто крупнији али јако слични.

## Понашање
Иако су углавном активне ноћу, ласице се понекад могу сусрести и дању. Живе врло самачким животом, и чак ни парење не може проћи без туче. Женке се могу парити више пута годишње, ако има хране у изобиљу.